# Spirembolus oreinoides
Spirembolus oreinoides är en spindelart som beskrevs av Chamberlin 1948. Spirembolus oreinoides ingår i släktet Spirembolus och familjen täckvävarspindlar. Inga underarter finns listade i Catalogue of Life.